# Connarus
Connarus L.é um género botânico pertencente à família Connaraceae.

## Sinonímia
| - Anisostemon Turcz. - Erythrostigma Hassk. - Omphalobium Gaertn. | - Tapomana Adans. - Tricholobus Blume |

## Espécies
- Connarus acutissimus
- Connarus africanus
- Connarus afzeli
- Connarus agamae
- Connarus erianthus
- Lista completa

### Brasil
No Brasil, este género está representado por 31 espécies das quais 18 são endémicas, duas subespécies não endémicas e por 13 variedades das quais sete são endémicas.

## Classificação do gênero
| Sistema | Classificação                       | Referência               |
| ------- | ----------------------------------- | ------------------------ |
| Linné   | Classe Monadelphia, ordem Decandria | Species plantarum (1753) |